# Crocidosema
Crocidosema es un género de mariposas de la familia Tortricidae. En 2010 hay 29 especies descritas. Se encuentran principalmente en el hemisferio sur, siendo más abundantes en el Neotrópico. Pero Wikispecies enumera casi 70 especies.

## Especies
- Crocidosema accessa (Heinrich, 1931)
- Crocidosema altheana
- Crocidosema apicinota (Turner, 1946)
- Crocidosema aporema (Walsingham, 1914)
- Crocidosema blackburnii
- Crocidosema bostrychodes
- Crocidosema callida Meyrick, 1917
- Crocidosema calvifrons (Walsingham, 1891)
- Crocidosema cecidogena (Kieffer, 1908)
- Crocidosema compsoptila Meyrick, 1936
- Crocidosema cosmoptila Meyrick, 1917
- Crocidosema demutata
- Crocidosema evidens (Meyrick, 1917)
- Crocidosema impendens Meyrick, 1917
- Crocidosema insulana Aurivillius, 1922
- Crocidosema iris
- Crocidosema lantana Busck, 1910
- Crocidosema lavaterana
- Crocidosema leprarum Walsingham in Sharp, 1907
- Crocidosema leptozona (Meyrick, 1921)
- Crocidosema longipalpana (Moschler, 1891)
- Crocidosema marcidella
- Crocidosema nitsugai Vargas, 2019 [3]
- Crocidosema marcidellum Walsingham in Sharp, 1907
- Crocidosema meridospila (Meyrick, 1922)
- Crocidosema obscura
- Crocidosema orfilai Pastrana, 1964
- Crocidosema peregrinana
- Crocidosema perplexana (Fernald, 1901)
- Crocidosema plebeiana Zeller, 1847
- Crocidosema pollutana (Zeller, 1877)
- Crocidosema pristinana (Zeller, 1877)
- Crocidosema ptiladelpha
- Crocidosema pyrrhulana (Zeller, 1877)
- Crocidosema roraria Meyrick, 1917
- Crocidosema sediliata (Meyrick, 1912)
- Crocidosema signatana
- Crocidosema synneurota
- Crocidosema thematica (Meyrick, 1918)
- Crocidosema unica (Heinrich, 1923)
- Crocidosema venata Razowski & Wojtusiak, 2006
- Crocidosema veternana (Zeller, 1877)